# Лунная ночь на Босфоре
«Лунная ночь на Босфоре» — картина Ивана Айвазовского, написанная в 1894 году.
На картине изображён пролив Босфор с плавающими в нём кораблями и судами. Запечатлена лунная ночь в Стамбуле; видна мечеть с минаретами, по улице ходят люди.
Картина впервые была показана на 120-й выставке Айвазовского в Санкт-Петербурге в 1896 году под названием «На Босфоре».

## История создания
Айвазовский провел последние десятилетия своей жизни в своем доме в Феодосии, где у него была мастерская, в которой он написал большое количество произведений, основанных на воспоминаниях о прежних путешествиях. Среди картин, созданных мастером в этот период, — «Лунная ночь на Босфоре» на которой запечатлел один из самых живописных видов Стамбула. Посетив впервые столицу Османской империи в 1845 году, художник был очарован ее красотой. В письме графу Зубову Айвазовский писал: «Вероятно, нет ничего в мире величественнее этого города, там забывается и Неаполь, и Венеция».